# Trinidad e Tobago nos Jogos Olímpicos de Inverno de 2022
Trindade e Tobago participou dos Jogos Olímpicos de Inverno de 2022, realizados em Pequim, na China.
Foi a quarta aparição do país em Olimpíadas de Inverno e seu retorno após 20 anos. Foi representado por dois atletas: Axel Brown e Andre Marcano, ambos no bobsleigh.

## Competidores
Esta foi a participação por modalidade nesta edição:
| Esporte   | Masculino | Feminino | Total |
| --------- | --------- | -------- | ----- |
| Bobsleigh | 2         | 0        | 2     |
| Total     | 2         | 0        | 2     |

## Desempenho

### Bobsleigh
Masculino
| Atleta                   | Evento | 1.ª descida | 1.ª descida | 2.ª descida | 2.ª descida | 3.ª descida | 3.ª descida | 4.ª descida | 4.ª descida | Total   | Total | Total | Ref.  |
| Atleta                   | Evento | Tempo       | Pos.        | Tempo       | Pos.        | Tempo       | Pos.        | Tempo       | Pos.        | Tempo   | Dif.  | Pos.  | Ref.  |
| ------------------------ | ------ | ----------- | ----------- | ----------- | ----------- | ----------- | ----------- | ----------- | ----------- | ------- | ----- | ----- | ----- |
| Axel Brown Andre Marcano | Duplas | 1:00.81     | 28          | 1:00.89     | 27          | 1:00.86     | 28          | Não avançou | Não avançou | 3:02.56 | —     | 28    | [ 4 ] |

Legenda
| Recorde mundial      | Recorde mundial (World record)               |                       | Recorde africano                      | Recorde africano (African) |                                           | Q | Classificado por posição (Qualified) |
| Recorde olímpico     | Recorde olímpico (Olympic record)            | Recorde da América    | Recorde da América (Americas)         | q                          | Classificado por melhor tempo (Qualified) |   |                                      |
| Melhor marca do ano  | Melhor marca do ano (World leading)          | Recorde asiático      | Recorde asiático (Asian)              | DNS                        | Não largou (Did not start)                |   |                                      |
| Recorde nacional     | Recorde nacional (National record)           | Recorde europeu       | Recorde europeu (European)            | DNF                        | Não terminou (Did not finish)             |   |                                      |
| Recorde pessoal      | Recorde pessoal do atleta (Personal best)    | Recorde da Oceania    | Recorde da Oceania (Oceania)          | DSQ / DQ                   | Desclassificado (Disqualified)            |   |                                      |
| Recorde da temporada | Recorde da temporada do atleta (Season best) | Recorde sul-americano | Recorde sul-americano (South America) | NM                         | Sem marca (No mark)                       |   |                                      |